# 大场惠美子
大场惠美子（日语： Ōba Emiko，？—），山形县出身，日本女子乒乓球运动员，曾就读于中京大学。她曾经获得1971年世界乒乓球锦标赛女子团体金牌。